# Cyrus Edwin Dallin
Cyrus Edwin Dallin (Springville, 22 novembre 1861 – Arlington, 14 novembre 1944) è stato uno scultore e arciere statunitense.
Creatore di oltre 260 opere, era conosciuto soprattutto per le sculture che avevano come soggetti i Nativi americani.

## Biografia
Cyrus Dallin, figlio di Thomas e Jane (Hamer) Dallin, nacque a Springville, nel territorio dello Utah, da una famiglia allora appartenente alla Chiesa di Gesù Cristo dei santi degli ultimi giorni. A 19 anni, si trasferisce a Boston per studiare scultura con Truman Howe Bartlett. Studiò anche a Parigi, con Henri Chapu e alla Académie Julian.
Nel 1883, partecipò ad un concorso per la costruzione di una statua equestre di Paul Revere a Boston. Vinse il concorso e ricevette un contratto, ma quattro versioni del suo modello furono respinte. La quinta versione fu accolta favorevolmente nel 1899, ma i problemi di raccolta fondi ritardarono il progetto per decenni. La statua completata fu inaugurata nel 1940.

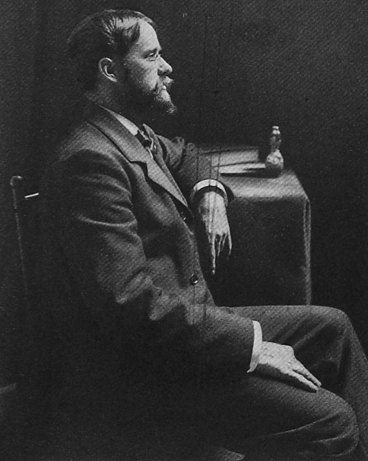
Ritratto di Cyrus Dallin nel 1899.

Dallin si convertì all'Unitarianismo, e inizialmente rifiutò l'offerta di scolpire l'angelo Moroni per la guglia del Tempio di Salt Lake. In seguito accettò l'incarico e, dopo aver terminato la statua, affermò che quella statua l'aveva avvicinato a Dio più di qualsiasi cosa. La sua statua divenne un simbolo per la Chiesa mormonica e fu un modello per altre statue dell'angelo Moroni in altre chiese mormoniche.

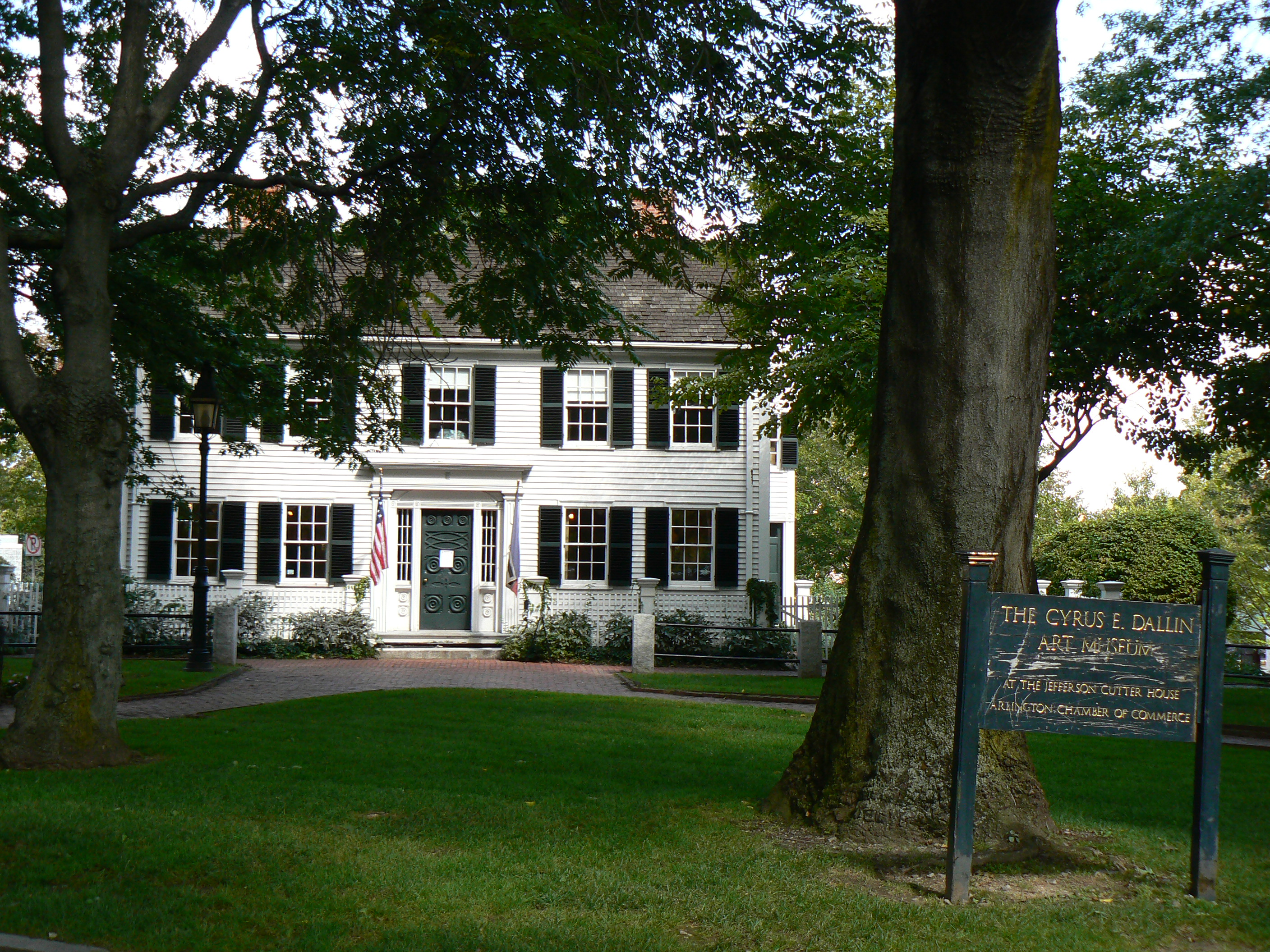
Cyrus E. Dallin Art Museum in Arlington.

A Boston, Dallin diventò collega di Augustus Saint-Gaudens e amico di John Singer Sargent. Sposò Vittoria Colonna Murray nel 1891, e tornò nello Utah a lavorare su The Angel Moroni (1893). Insegnò per un anno presso l'Istituto Drexel a Filadelfia, mentre completava il suo Sir Isaac Newton (1895) per la Biblioteca del Congresso. Nel 1897, si recò a Parigi, dove studiò con Jean Dampt. Costruì una statuetta di Don Chisciotte al Salon del 1897, e Medicine Man al Salon del 1899 e all'Expo 1900. Dallin e la moglie si trasferirono ad Arlington, nel Massachusetts nel 1900, dove vissero per il resto della loro vita e crebbero tre figli. Dal 1899 al 1941 fu membro della facoltà del Massachusetts Normal Art School (ora Massachusetts College of Art and Design). Nel 1912, è stato eletto nella National Academy of Design in qualità di membro associato, ed divenne accademico completo nel 1930.
Dallin partecipò alle gare di tiro con l'arco ai Giochi olimpici di Saint Louis 1904, dove vinse una medaglia di bronzo nella gara a squadre. Alla stessa Olimpiade, disputò anche le due gare individuali, in cui giunse ottavo nel doppio Americano e decimo nel doppio York.
La Jefferson Cutter House di Arlington è oggi un museo dedicato ai suoi lavori. La scuola elementare locale è chiamata Cyrus Dallin in suo onore. Più di trenta esempi dei suoi lavori sono presenti al Springville Museum of Art, situato nella sua città natale.

## Opere più importanti
- Model for Equestrian Statue of Lafayette (1889), Smithsonian American Art Museum, Washington, D.C.
- A Signal of Peace (1890), Lincoln Park, Chicago, Illinois.
- The Angel Moroni (1893), atop Salt Lake Temple, Salt Lake City, Utah.
- Sir Isaac Newton (1895), Main Reading Room, Biblioteca del Congresso, Washington, D.C.
- The Medicine Man (1899), Fairmount Park, Philadelphia, Pennsylvania.
- Equestrian Statue of Paul Revere (1899, inaugurato nel 1940), Paul Revere Mall, Boston, Massachusetts.
- View of Hobble Creek (ca 1900), Utah Museum of Fine Arts, Salt Lake City, Utah.[1]
- Eli Whitney Tablet (1902), Richmond County Courthouse, Augusta, Georgia.[2]
- The Protest (1904).[3]
- The Pickett (1905), Battle of Hanover, Hanover, Pennsylvania.[4]
- Appeal to the Great Spirit (1909), Boston Museum of Fine Arts, Boston, Massachusetts.
- Victory (1909), Pioneer Park, Provo, Utah.[5]
- General Winfield Scott Hancock (1909–10), Pennsylvania State Memorial, Gettysburg Battlefield, Gettysburg, Pennsylvania.[6][7]
- Soldiers' and Sailors' Monument (1909–11), Clinton Square, Syracuse, New York.[8]
- The Scout (1910, inaugurata nel 1922), Penn Valley Park, Kansas City, Missouri.
  - A half-size version is in Seville, Spain; a 1992 gift from Seville's sister-city, Kansas City, Missouri.[9]
- My Boys (c. 1910), Robbins Memorial Library, Arlington, Massachusetts.
- Chief Joseph (1911), New York Historical Society, New York City.
- Menotomy Indian Hunter (1911), Robbins Park, Arlington, Massachusetts.
- Robbins Memorial Flagstaff (1914), Town Hall, Arlington, Massachusetts.
- Anne Hutchinson (1915, dedicated 1922), Massachusetts Statehouse, Boston, Massachusetts.[10]
- Governor William Bradford (1920, dedicated 1976), Pilgrim Hall Museum, Plymouth, Massachusetts.[11]
- Massasoit (1920), Coles Hill, Plymouth, Massachusetts.
  - Other casts are at Utah State Capitol, Salt Lake City, Utah; Brigham Young University, Provo, Utah; Springville Museum of Art, Springville, Utah; Mill Creek Park, Kansas City, Missouri; and Dayton Art Institute, Dayton, Ohio.
- On the Warpath #28 (c. 1920), Utah Museum of Fine Arts, Salt Lake City, Utah.[12]
- Signing the Mayflower Compact (1921), Provincetown, Massachusetts
- Memory (1924), Sherborn War Memorial, Sherborn, Massachusetts.
- Passing of the Buffalo (1929).
- Spirit of Life (1929).
- Pioneer Women of Utah (1931), Springville Museum of Art, Springville, Utah.
- Memorial to The Pioneer Mothers of Springville (1932), Springville City Park, Springville, Utah.[13]

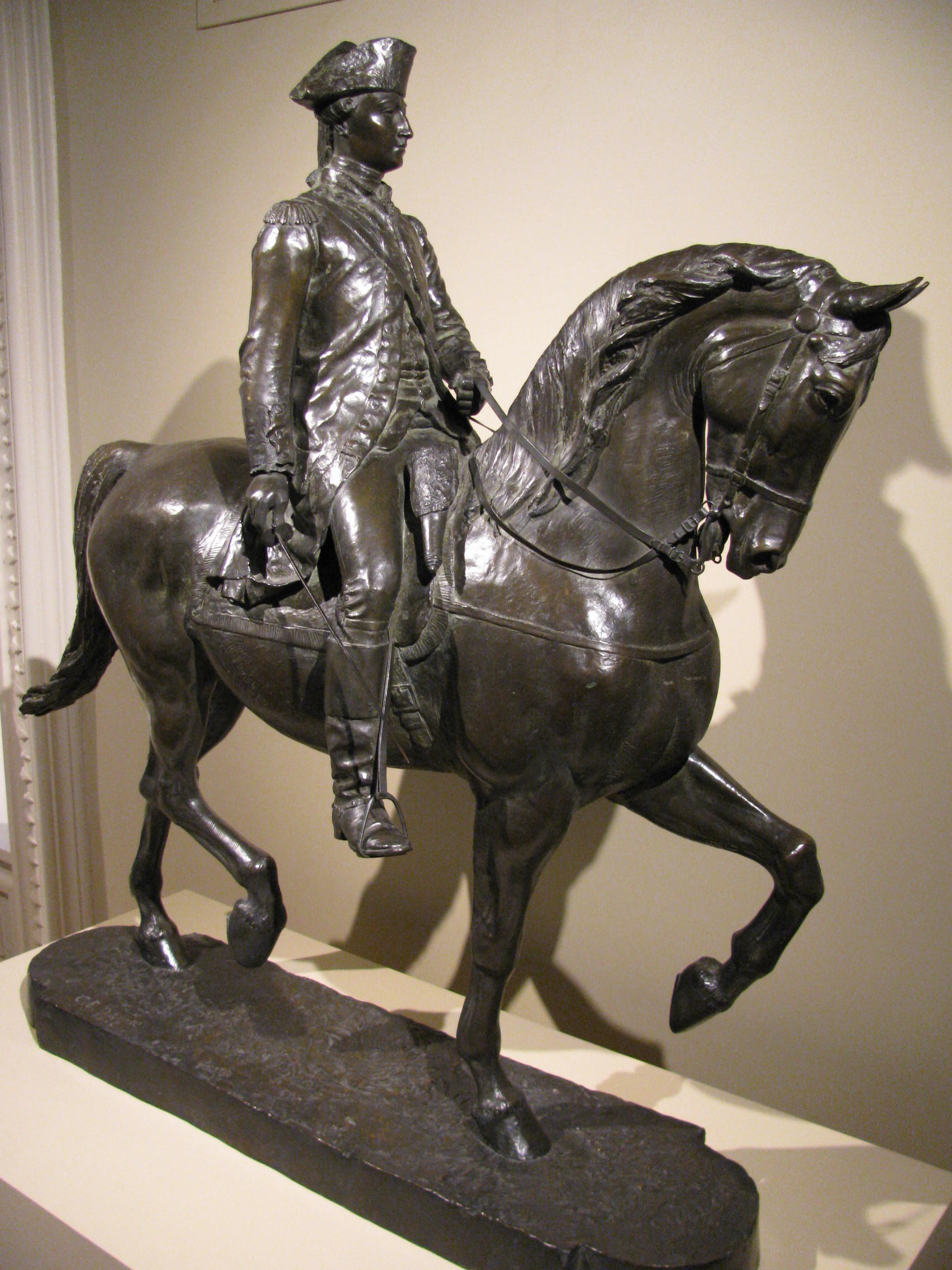
Model for Lafayette (1889), Smithsonian American Art Museum, Washington, D.C.
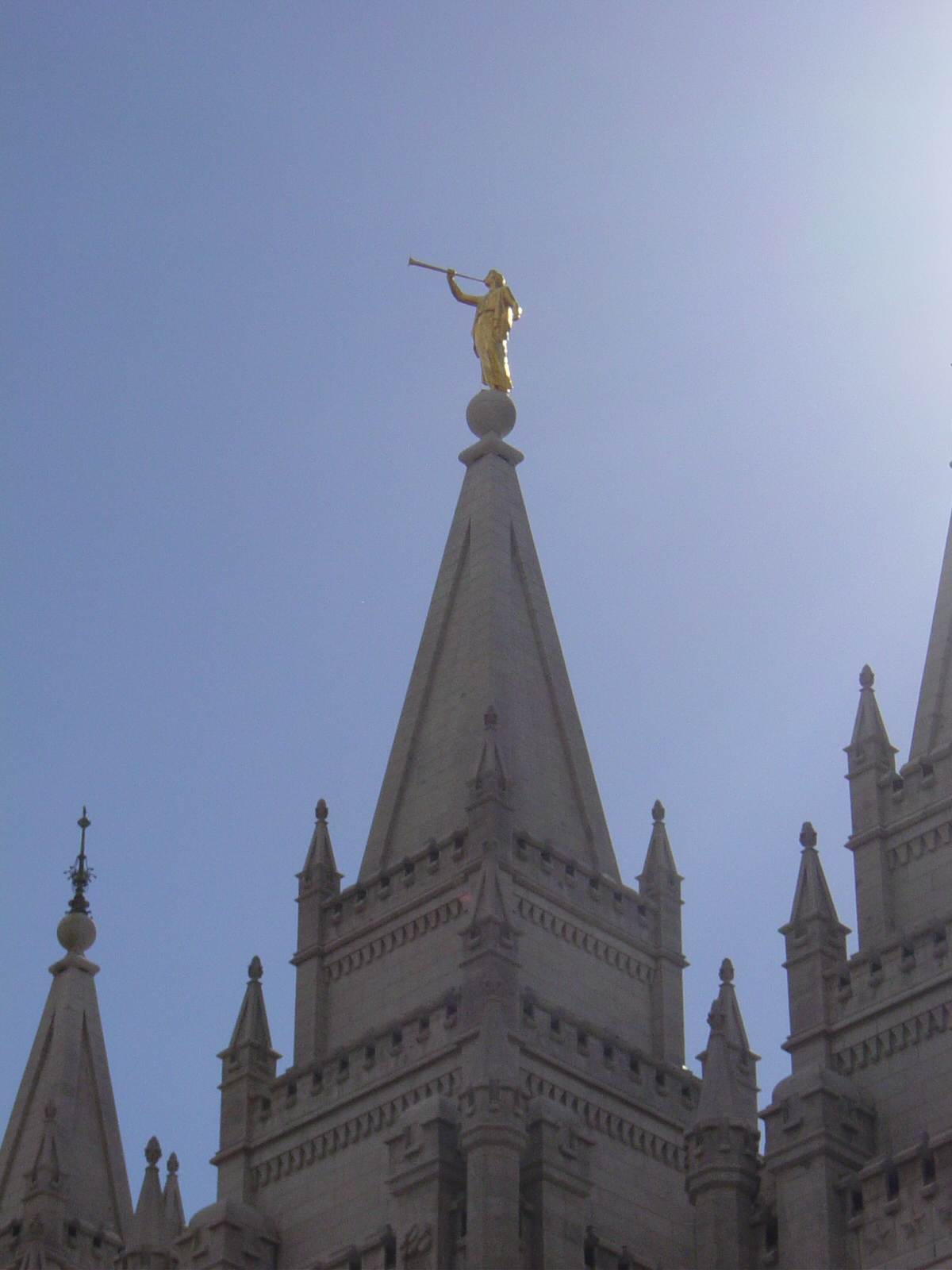
The Angel Moroni (1893), atop Salt Lake Temple, Salt Lake City, Utah.
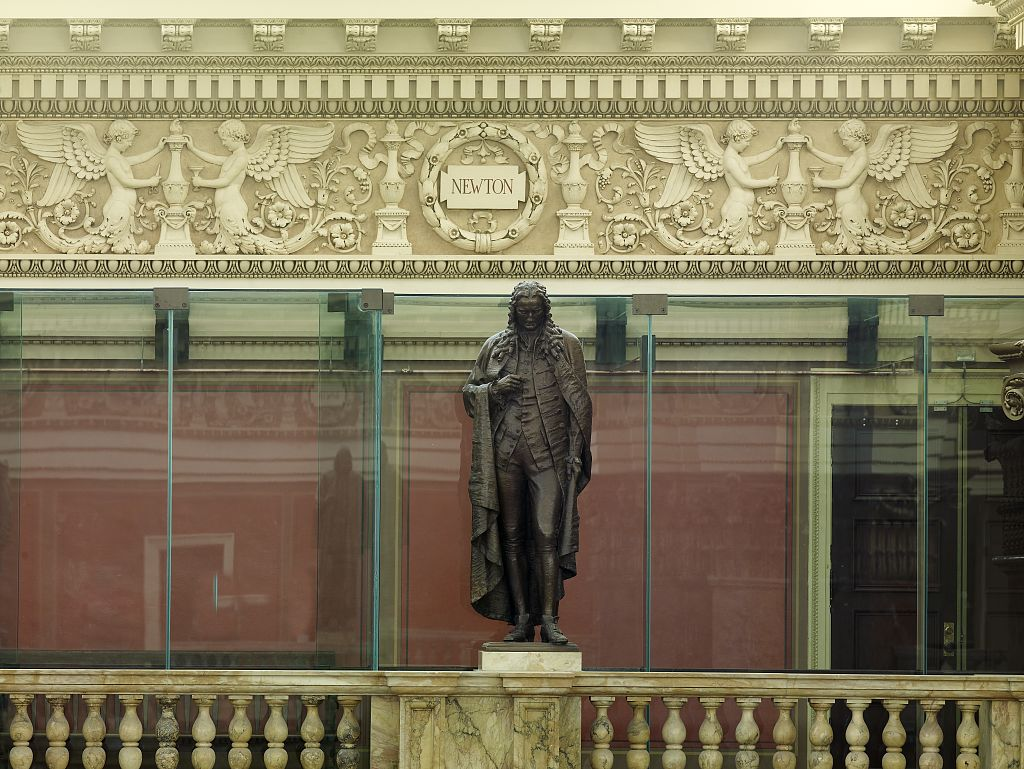
Sir Isaac Newton (1895), Library of Congress, Washington, D.C.
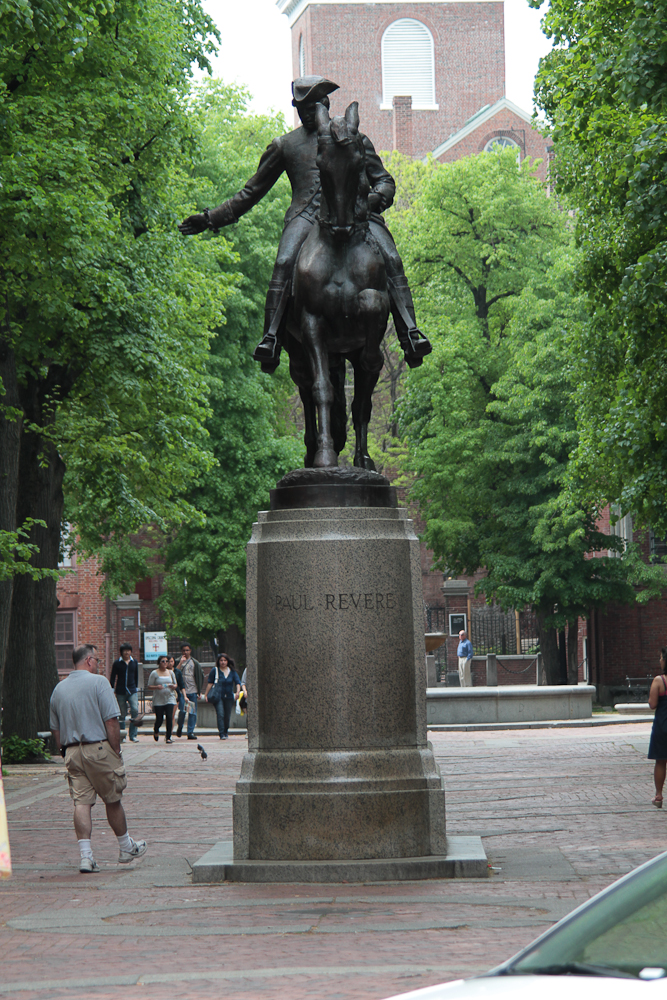
Paul Revere (1899, dedicated 1940), Boston, Massachusetts. Old North Church is visible in the background.
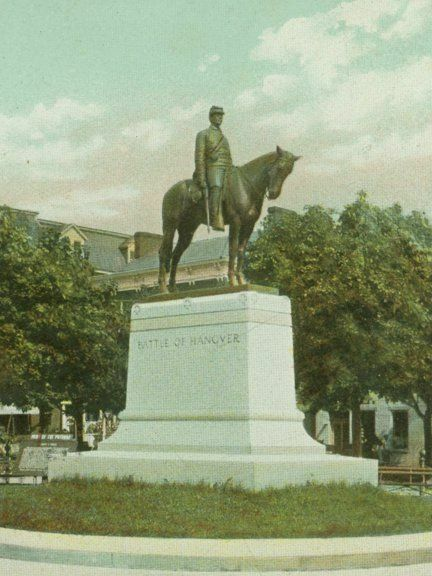
The Picket (1905), Battle of Hanover, Hanover, Pennsylvania.
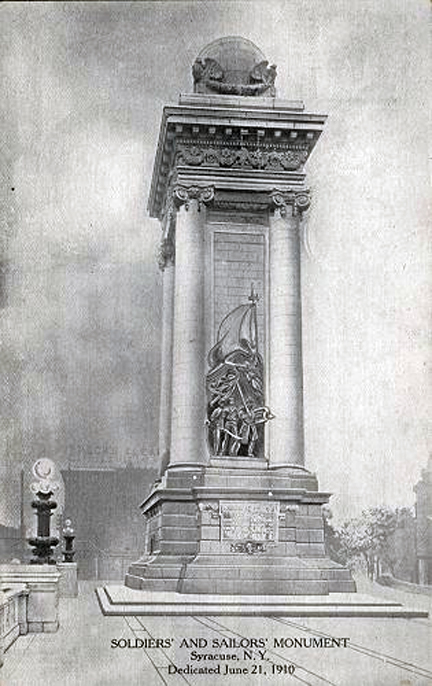
Soldiers' and Sailors' Monument (1909–11), Clinton Square, Syracuse, New York.
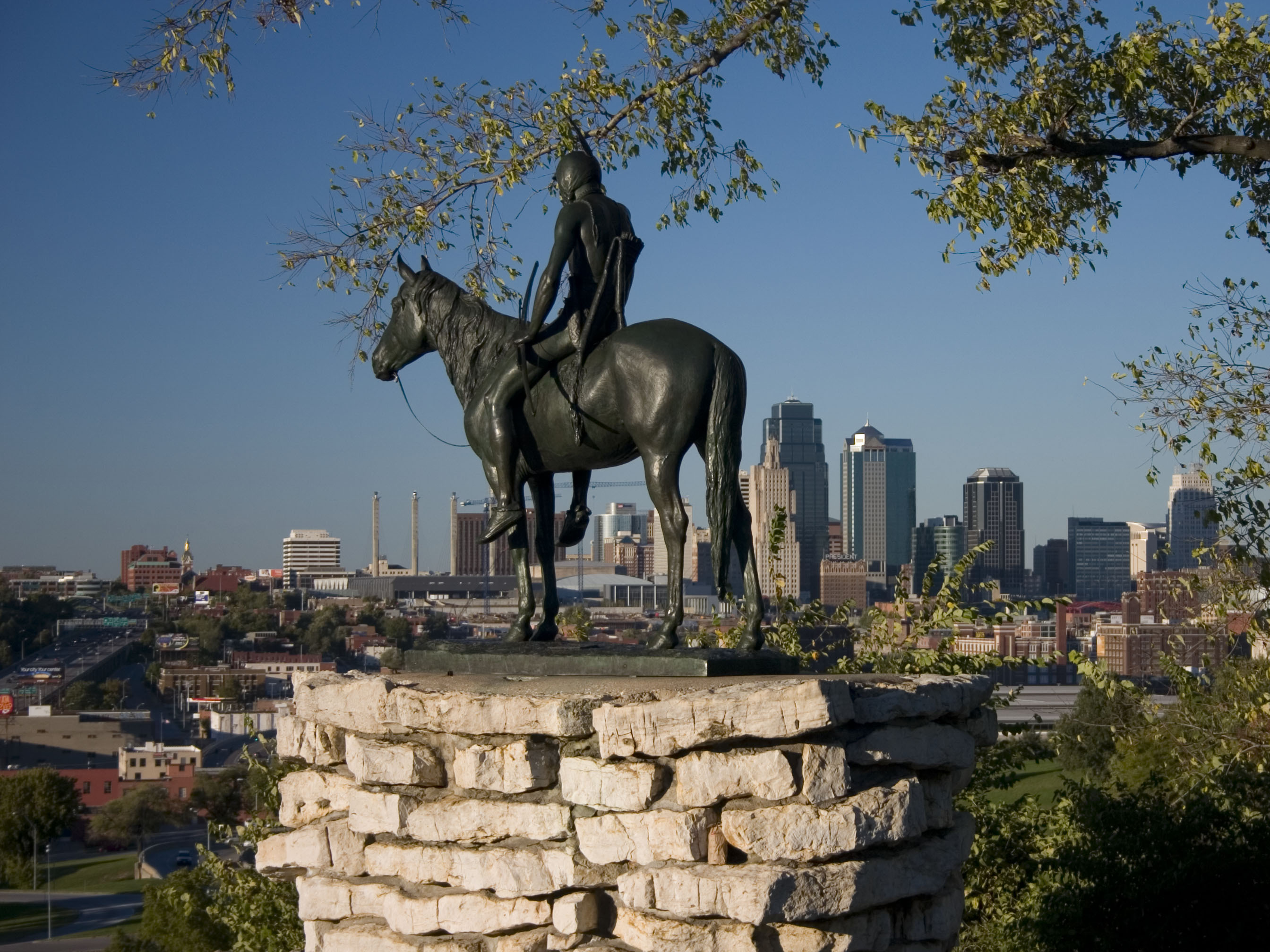
The Scout (1910), Penn Valley Park, Kansas City, Missouri.
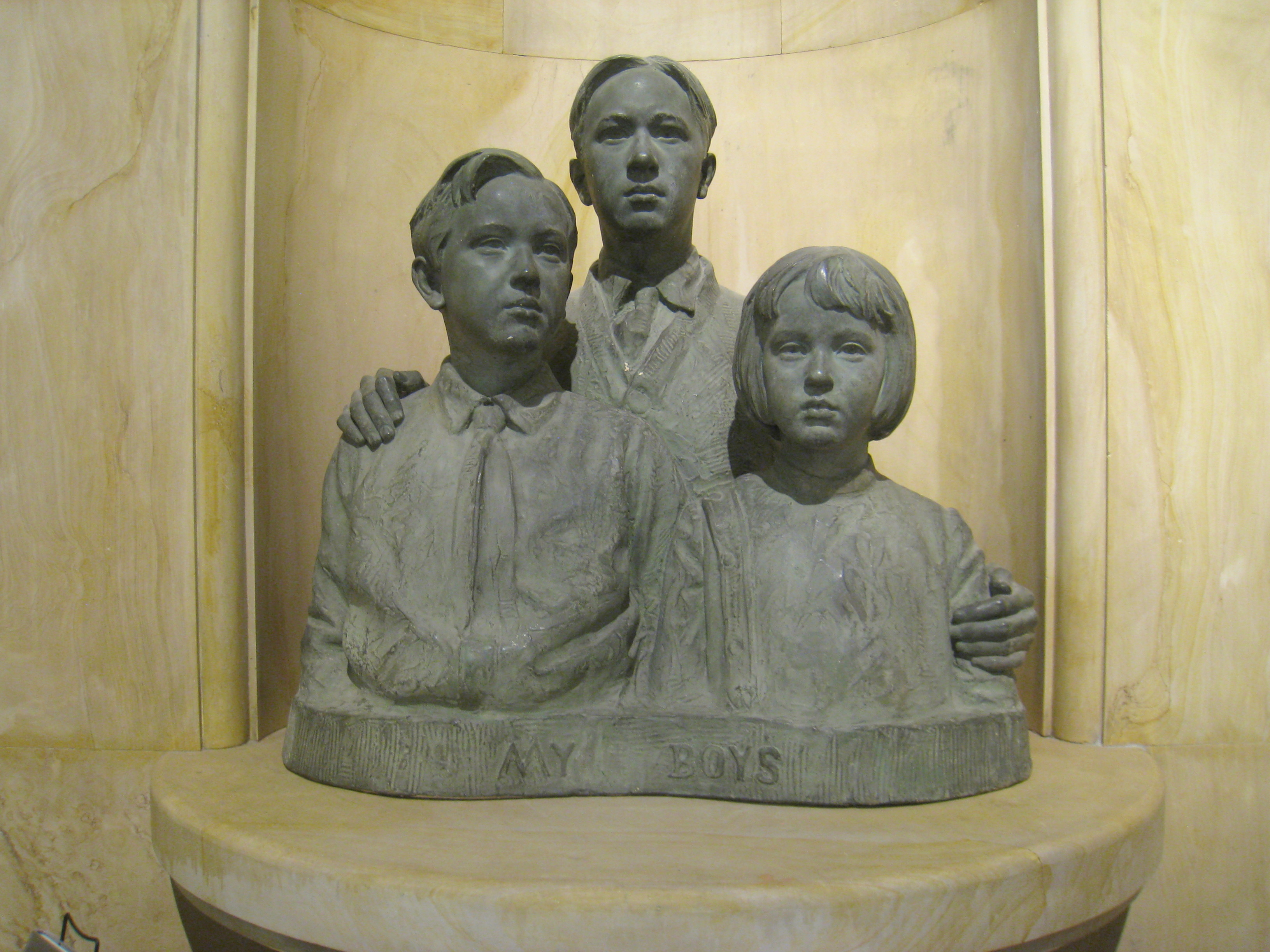
My Boys (c. 1910), Robbins Memorial Library, Arlington, Massachusetts.
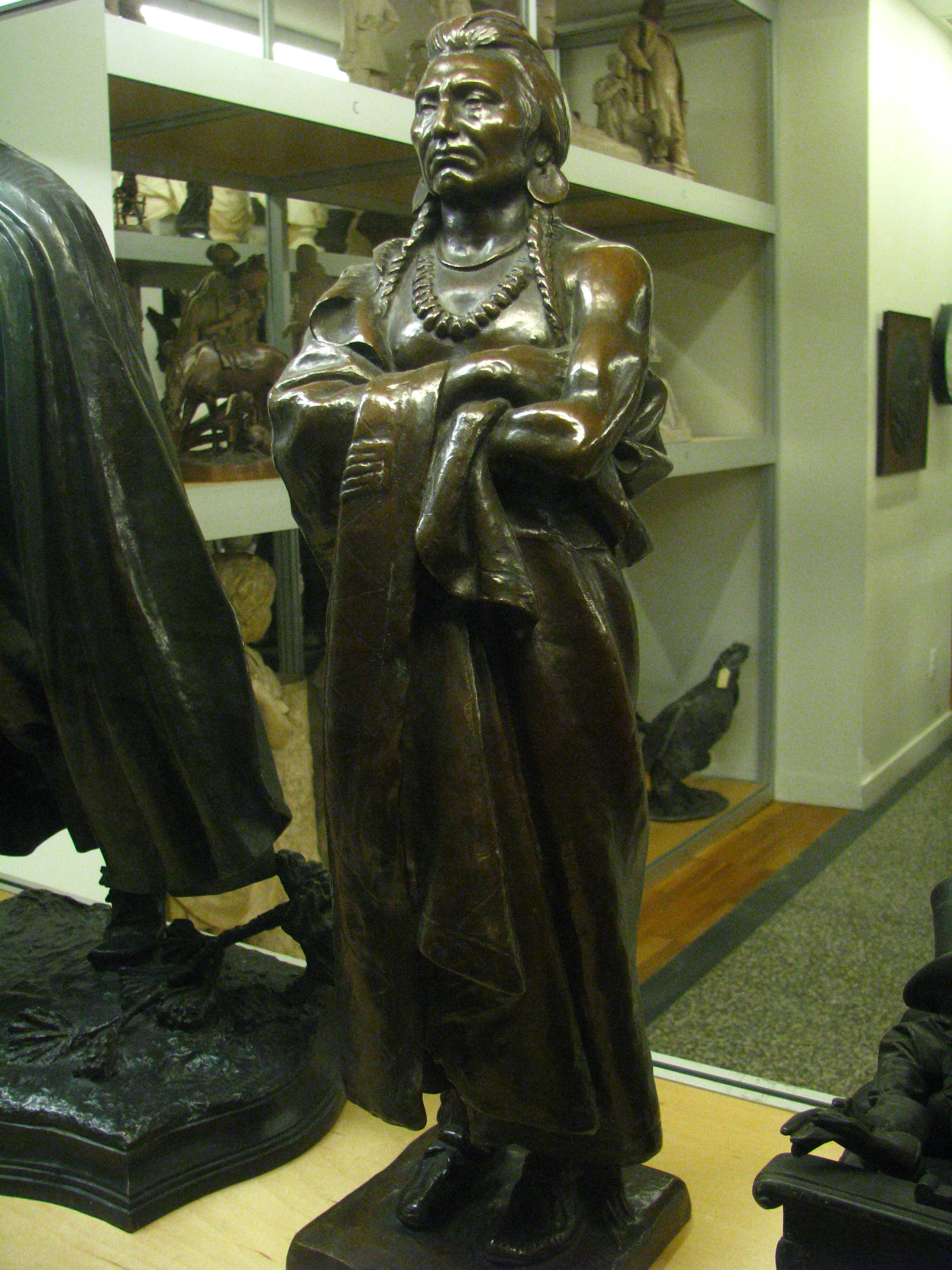
Chief Joseph (1911), New York Historical Society, New York City.
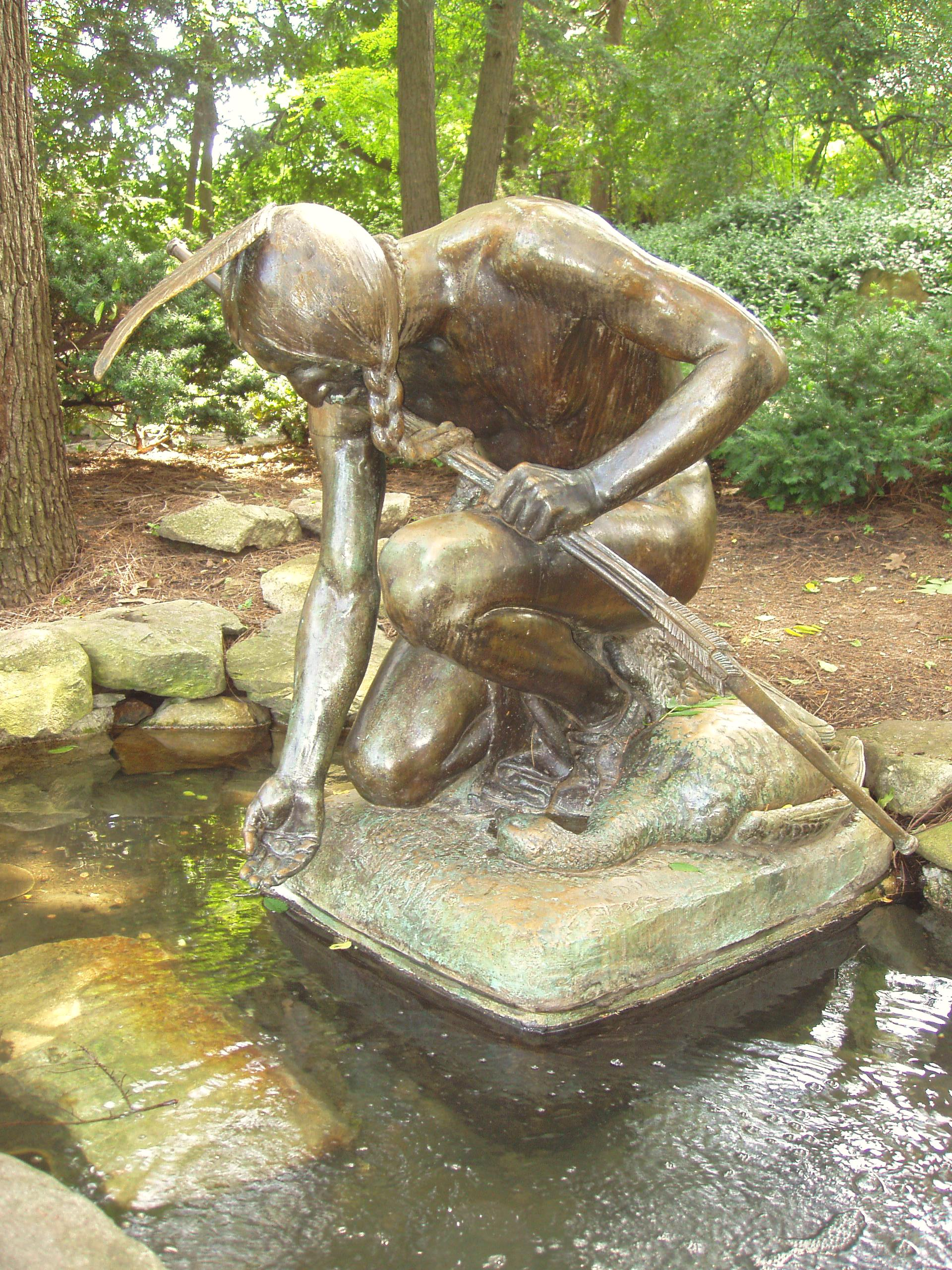
Menotomy Indian Hunter (1911), Robbins Park, Arlington, Massachusetts.
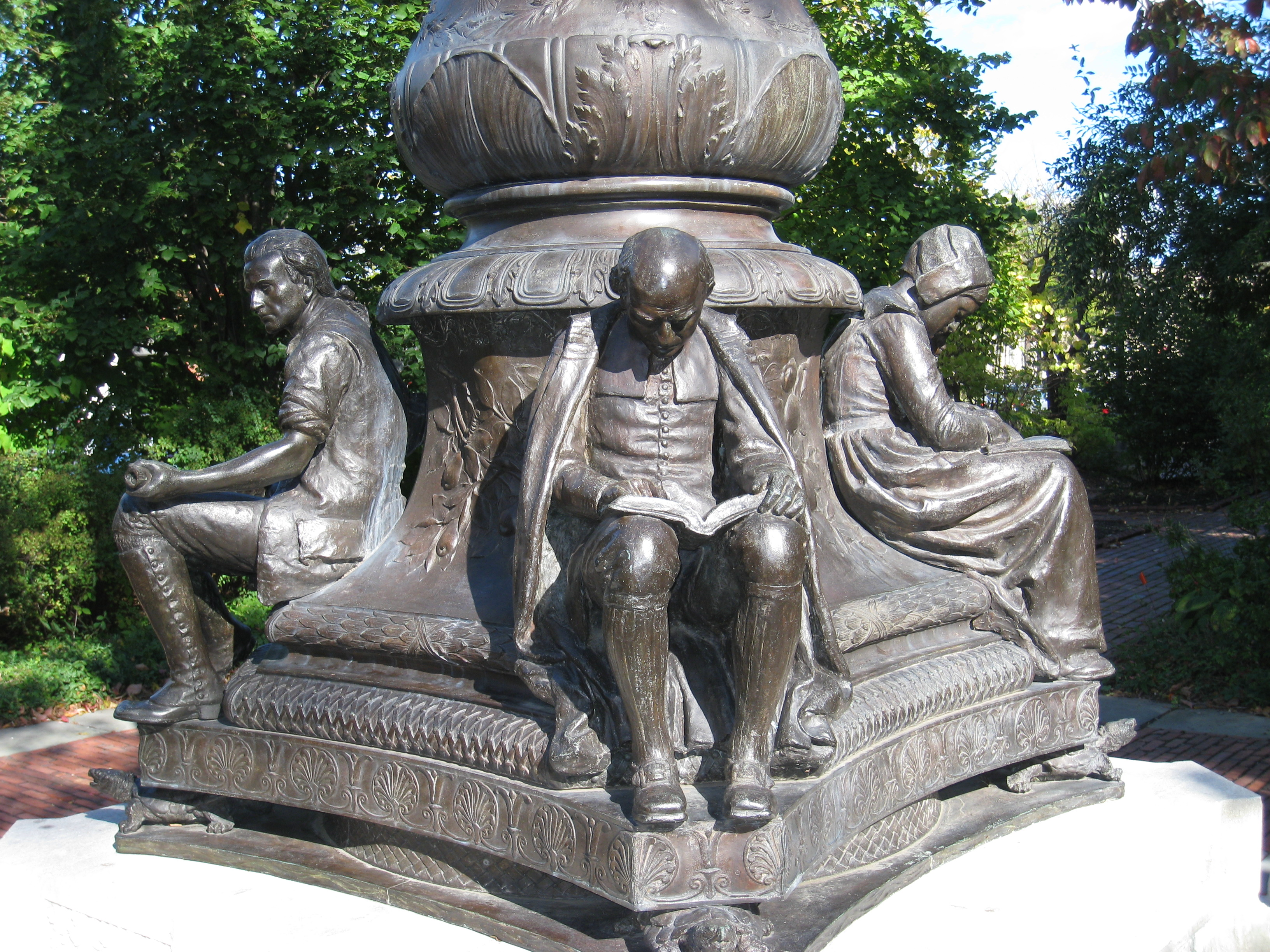
Robbins Memorial Flagstaff (1914), Town Hall, Arlington, Massachusetts.
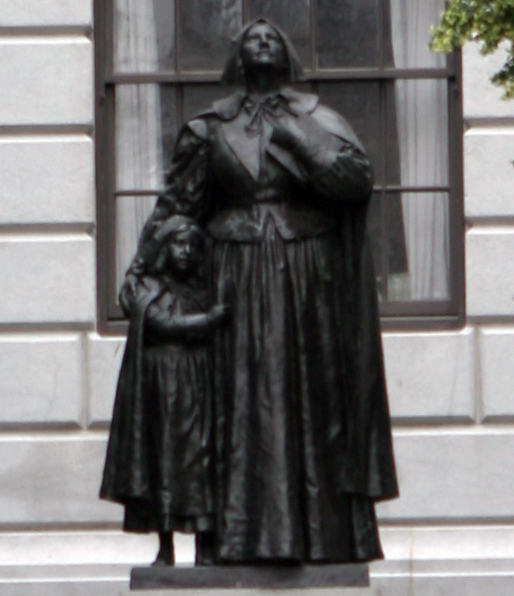
Anne Hutchinson (1915, dedicated 1922), Massachusetts Statehouse, Boston, Massachusetts.
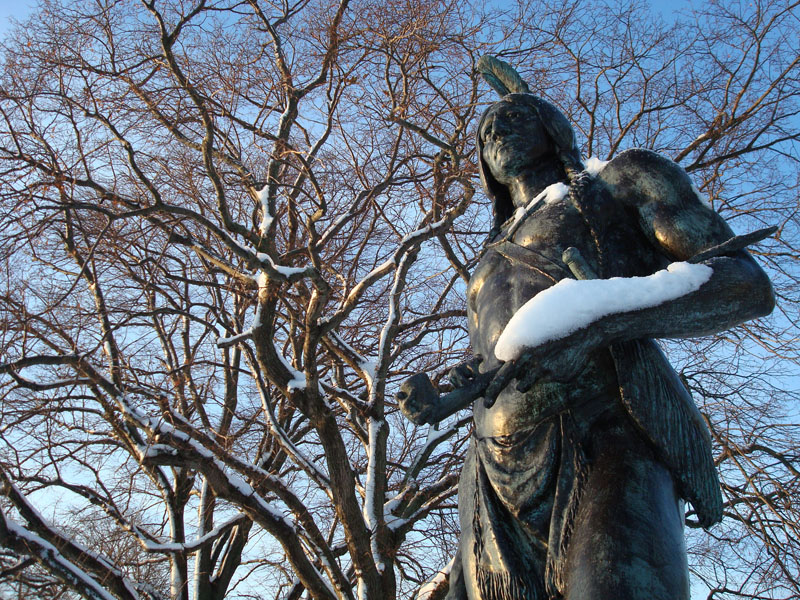
Massasoit (1920), opposite Plymouth Rock, Plymouth, Massachusetts.
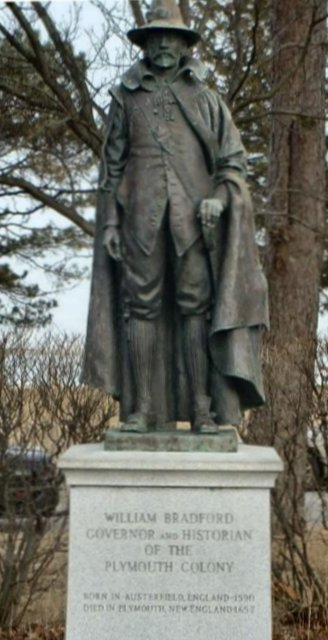
Governor William Bradford (1920, dedicated 1976), Pilgrim Hall Museum, Plymouth, Massachusetts.
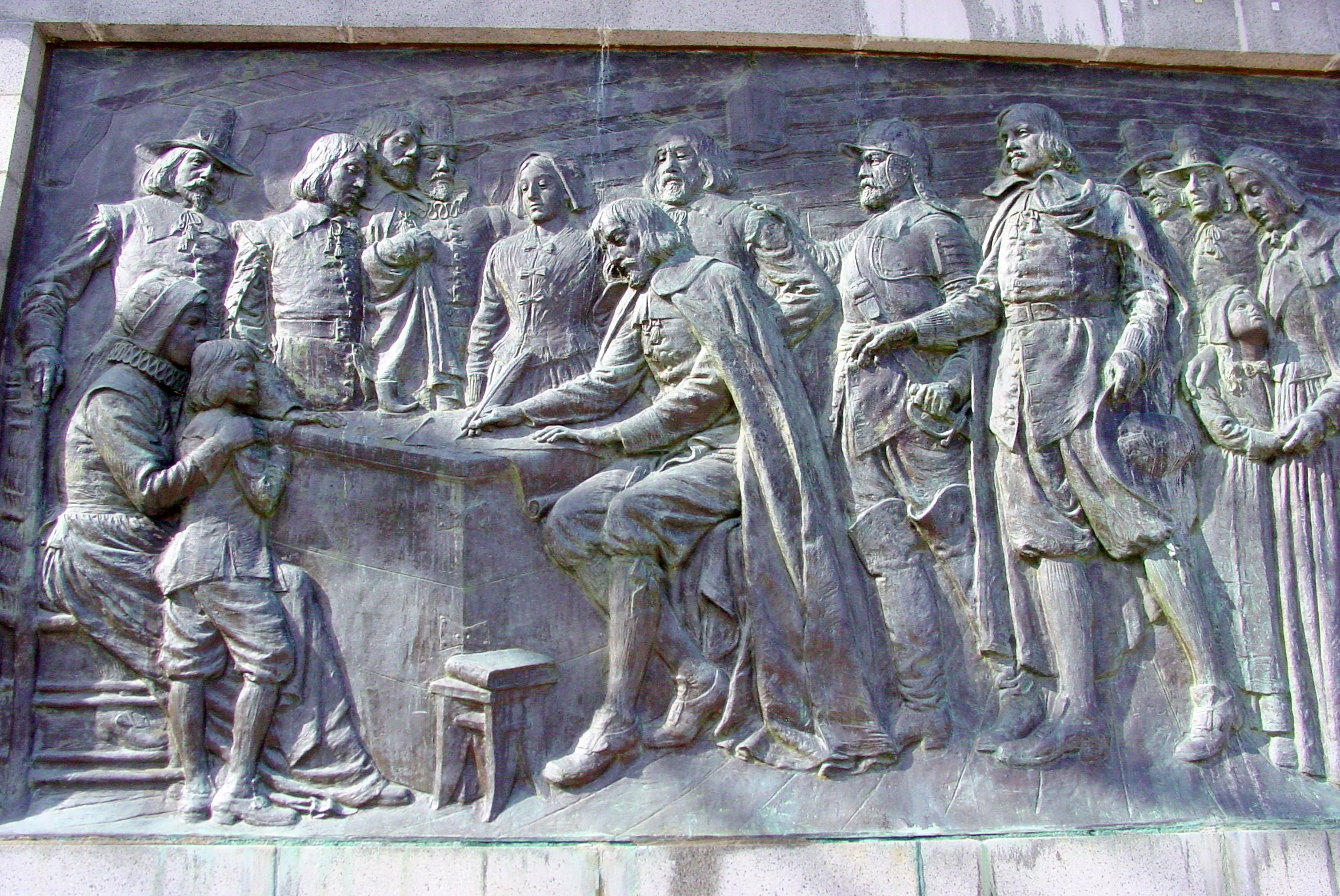
Signing the Mayflower Compact (1921), Provincetown, Massachusetts
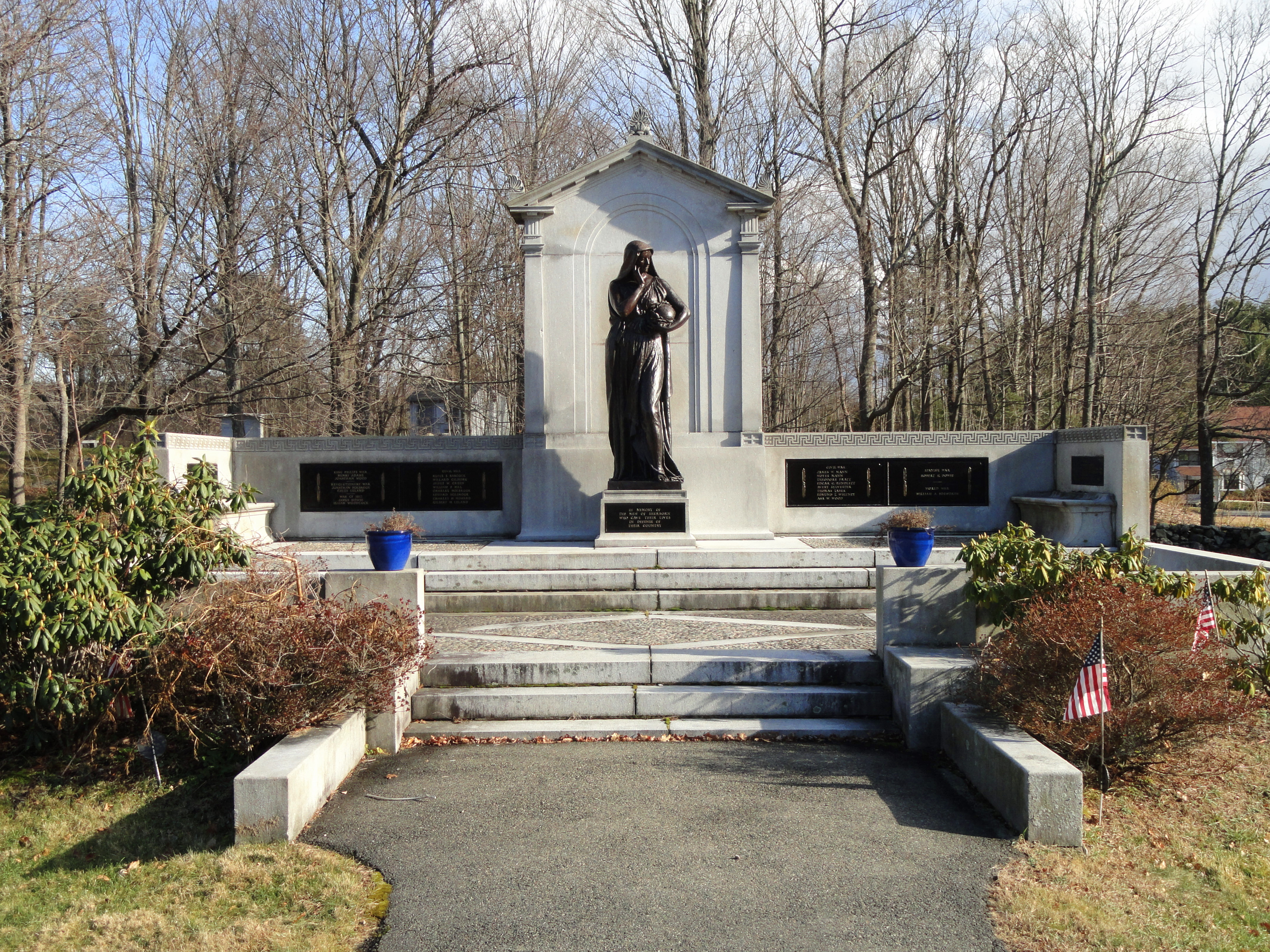
Memory (1924), Sherborn War Memorial, Sherborn, Massachusetts.
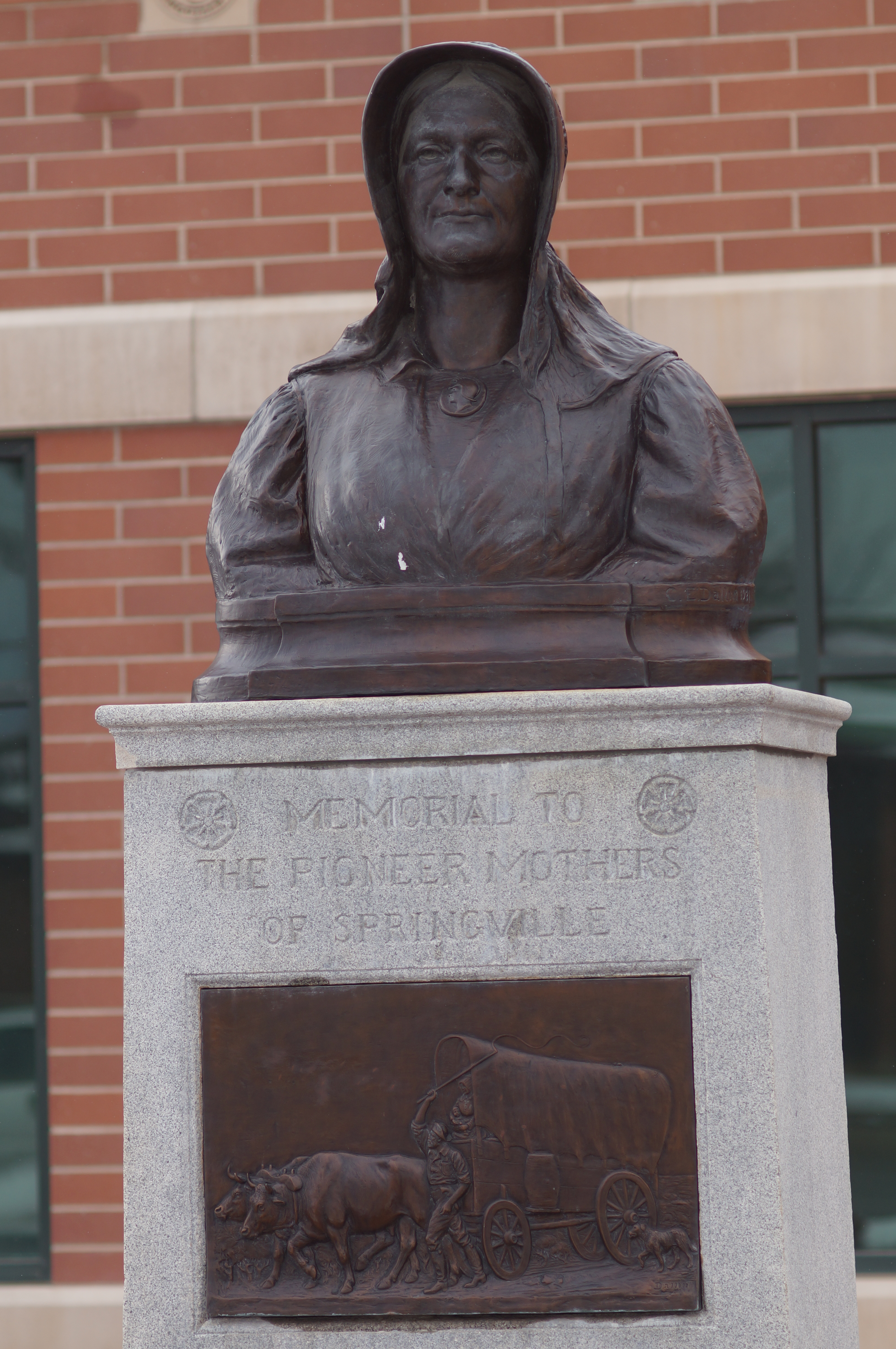
Memorial to the Pioneer Mothers of Springville (1932), Springville, Utah.

### Epica degli indiani

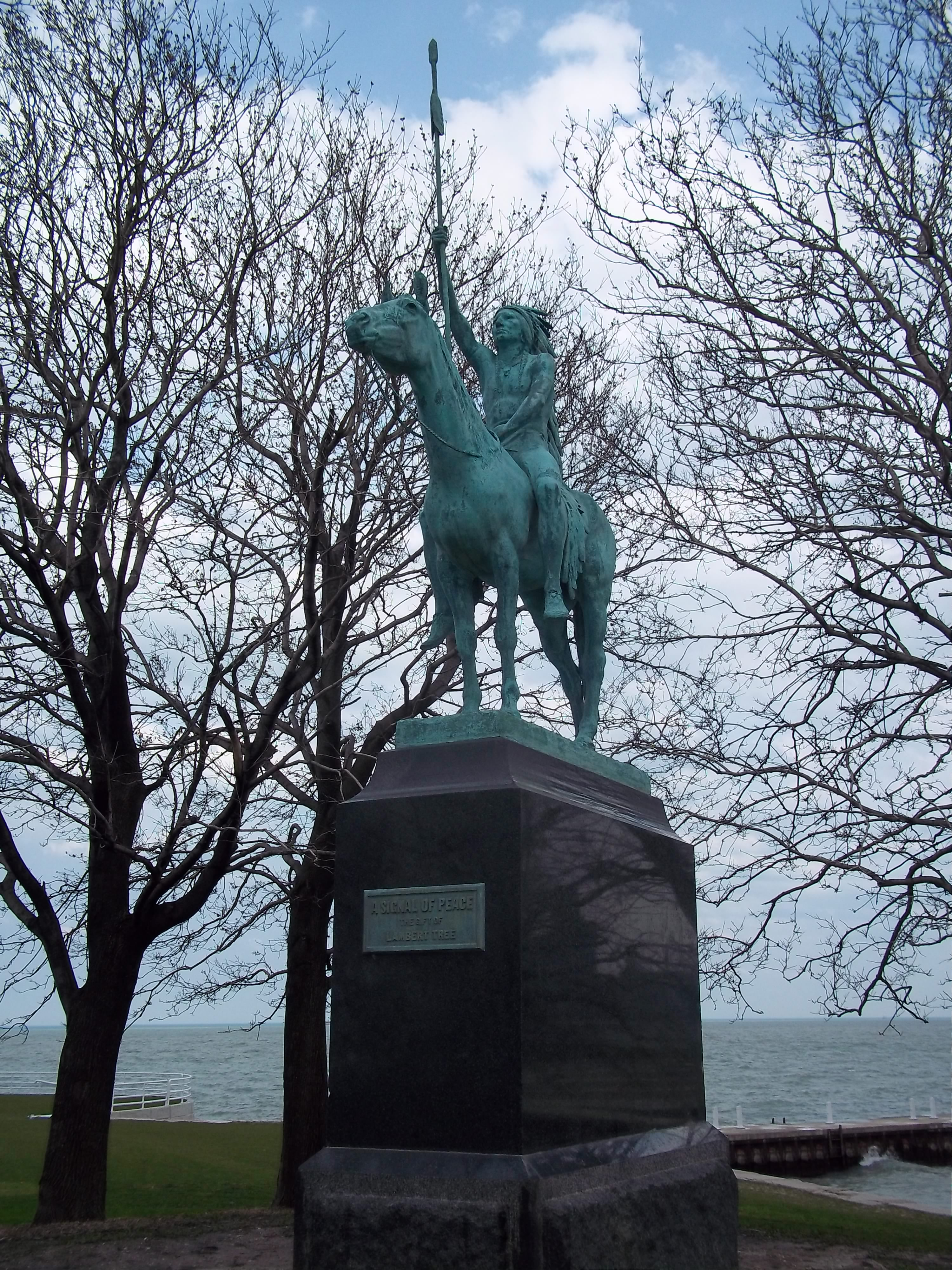
A Signal of Peace (1890), Lincoln Park, Chicago, Illinois.
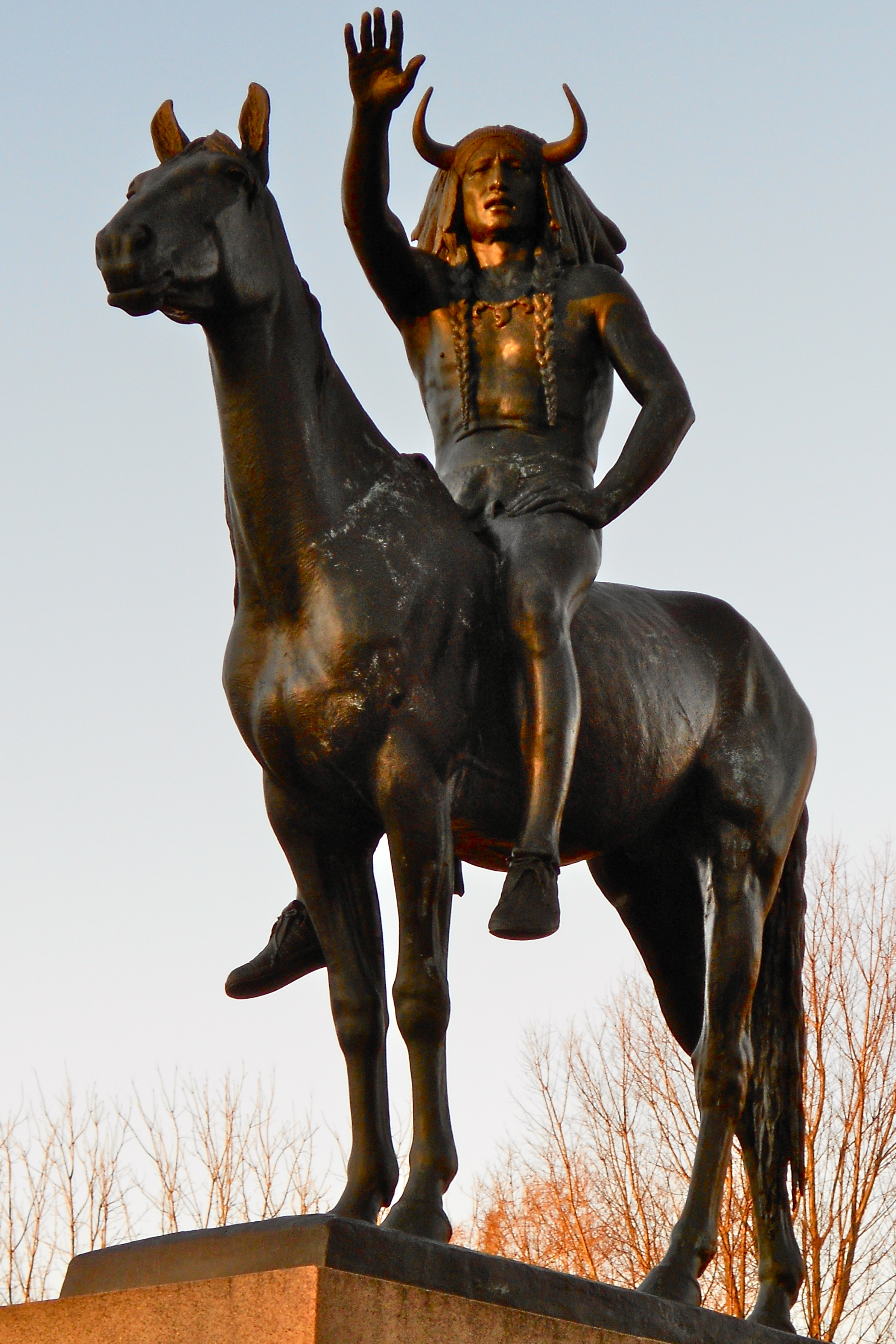
The Medicine Man (1899), Fairmount Park, Philadelphia, Pennsylvania.
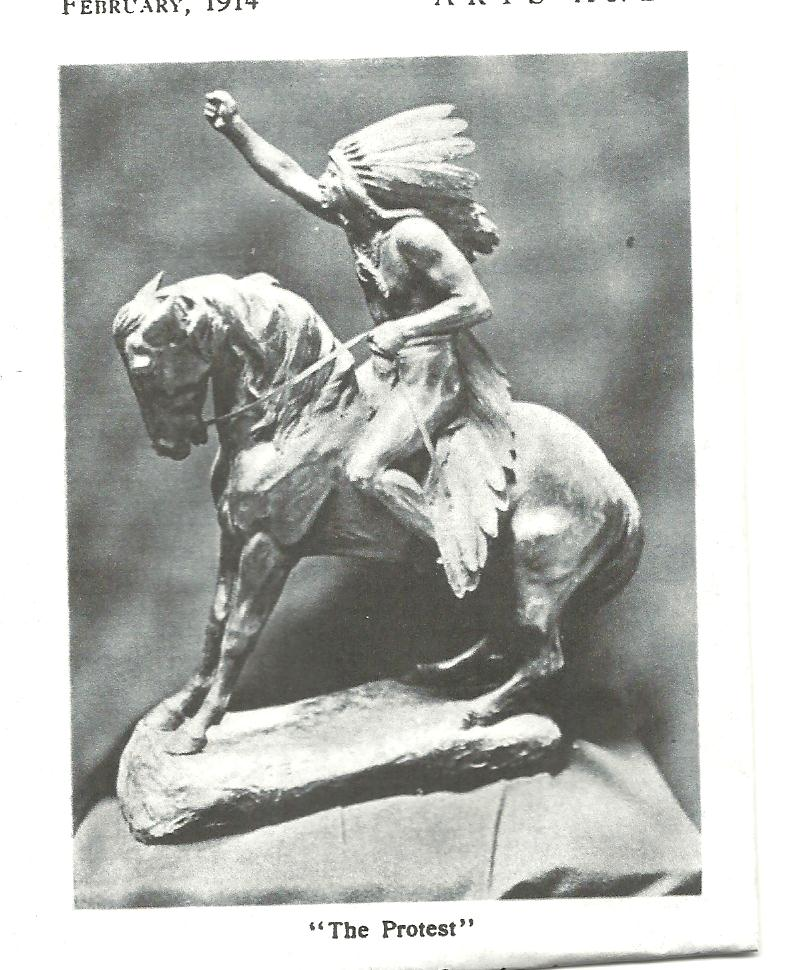
The Protest (1904) From Arts and Decoration Magazine February 1914. p. 153
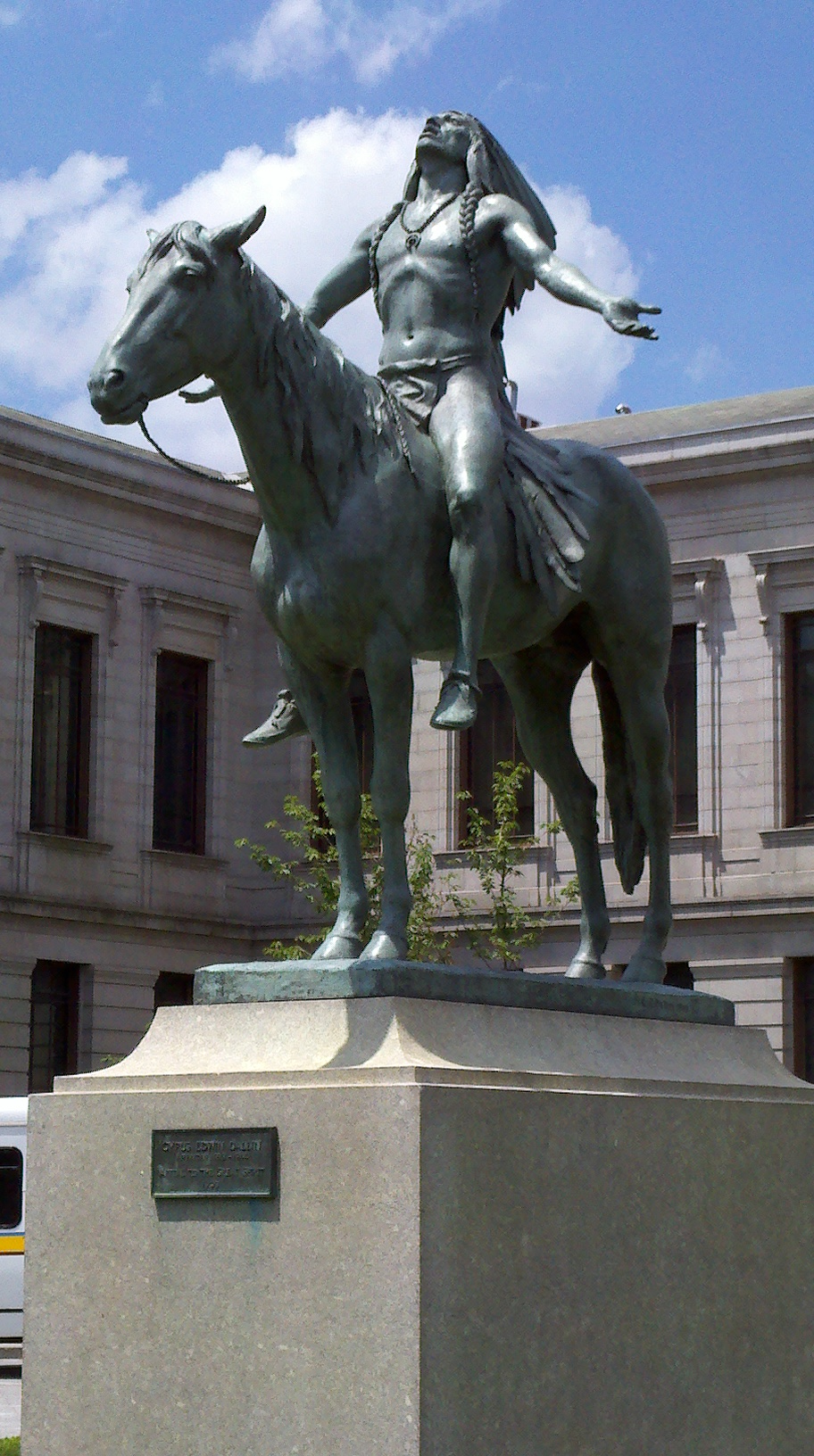
Appeal to the Great Spirit (1909), Museum of Fine Arts, Boston, Massachusetts.

## Palmarès sportivo
In carriera ha conseguito i seguenti risultati:
- Giochi olimpici

St. Louis 1904: una medaglia di bronzo nella gara a squadre.